# Wieg van de mensheid
De Wieg van de mensheid is een gebied op de Werelderfgoedlijst van UNESCO, bestaande uit de locaties Kromdraai, Swartkrans en Sterkfontein. Het gebied ligt op 30 kilometer ten noordwesten van Johannesburg in Zuid-Afrika.
De site werd in 1999 op de lijst ingeschreven als "Gebieden met hominide-fossielen in Sterkfontein, Swartkrans, Kromdraai en omgeving" en werd in 2005 uitgebreid. In juni 2013 is de naam gewijzigd naar de huidige.
De inschrijving omvat een groep locaties waar fossielen van de eerste mensachtigen zijn teruggevonden en die inzicht verschaffen in de oudste voorouders van de mensheid. De sites liggen in een heuvelachtig landschap met kalksteenruggen en dagzomen met rotsen en met valleien met graslanden, die ook bebost zijn langs waterlopen en in gebieden met natuurlijke bronnen. De meeste sites bevinden zich in grotten of zijn verbonden met dagzomen van rotsen of met bronnen.
De fossielsites zijn op de Werelderfgoedlijst geplaatst op basis van criteria (iii) en (iv).
- Criterium (iii): De site vormt een exceptionele getuigenis van enkele van de belangrijkste voorbeelden van Australopithecus die dateren van meer dan 3,5 miljoen jaar geleden. Dit geeft meer inzicht over het ontstaan en de evolutie van het mensdom, doorheen het proces van anthropogenesis.
- Criterium (iv): De sites liggen in een unieke natuurlijke omgeving die een gepast kader heeft gecreëerd voor het opvangen en preserveren van menselijke en dierlijke resten, die wetenschappers een blik geven op het verleden. Deze site vormt een grote voorraad aan wetenschappelijke gegevens van universeel belang en met aanzienlijk potentieel, omdat zij verbonden zijn met de geschiedenis van de oudste periodes van het mensdom.

Het gebied beslaat een oppervlakte van 474 km². De fossielen van hominiden die in deze locatie zijn gevonden, konden bewaard blijven door een combinatie van kalksteen en andere sedimenten. Door archeologen wordt aangenomen dat gelijksoortige hominiden in heel Afrika hebben geleefd, maar door erosie is daar geen bewijs meer van.
De locaties die binnen het werelderfgoed vallen, zijn:
- elf vindplaatsen in de vallei van Sterkfontein, met onder andere Swartkrans en Kromdraai
- de Makapanvallei
- de fossielvindplaats van de schedel van het Taungkind

Gezamenlijk hebben deze sites overvloedige wetenschappelijke informatie geleverd over de evolutie van de moderne mens gedurende minstens de laatste 3,5 miljoen jaar en over de geschiedenis van de eerste periodes van het bestaan van de mensheid. De sites hebben een grote wetenschappelijke waarde met een groot potentieel. De fossielen van deze sites bewijzen dat het Afrikaanse continent de "Wieg van de mensheid" is. De erfgoedsite wordt daarom ook wel met deze naam aangeduid.
Naast de hominide-fossielen bevatten de sites ook oudere fossielen van zoogdieren, microzoogdieren en ongewervelden, die teruggaan tot het plioceen en een zicht bieden op de dierlijke evolutie en van nut zijn in de paleobiologie en de paleo-ecologie. Dit heeft een cruciale rol gespeeld in het verder begrijpen van de menselijke evolutie en het verschijnen van modern menselijk gedrag.
Wat de authenticiteit betreft, bevatten de sites alle belangrijke elementen in hun natuurlijke paleontologische verwantschap. De breccies die de grotten opvullen bevatten de gefossiliseerde resten van hominiden, hun lithiculturele resten (vanaf ongeveer 2 miljoen jaar geleden), fossielen van andere dieren, planten en pollen, alsook de geochemische en sedimentologische bewijzen van de omstandigheden waaronder deze lagen werden afgezet. Zij vormen een opeenvolging van paleo-ecosystemen. De grotten, breccies en lagen die de fossielen en werktuigen bevatten, zijn over het algemeen intact gebleven, net zoals het landschap waarin zij zich bevinden. Zij zijn echter kwetsbaar voor de ontwikkelingsdruk, het gebruik van de omgeving door de bewoners en voor toerisme.
- Library of Congress Control Number: sh2004003098
- Nationale Bibliotheek van Israël: 987007547039705171
- Virtual International Authority File: 238164736

Gebieden met hominide-fossielen van Zuid-Afrika ·
iSimangoliso moeraslandpark ·
Robbeneiland · 
uKhahlamba / Drakensbergen park ·
Cultuurlandschap Mapungubwe ·
Beschermde gebieden van de Floraregio van de Kaap ·
Vredefortkrater ·
Cultureel en botanisch landschap van Richtersveld ·
Cultuurlandschap van de Khomani · 
Mensenrechten, bevrijding en verzoening: Nelson Mandela herdenkingssites · 
De opkomst van modern menselijk gedrag: de pleistocene bezettingsplaatsen van Zuid-Afrika